# Будівля Законодавчих зборів Альберти
Будівля Законодавчих зборів Альберти (англ. Alberta Legislature Building) — адміністративна будівля у місті Едмонтоні, у якій працює законодавчий орган канадської провінції Альберта.
Споруду збудовано у 1907 — 1913 роках у стилі боз-ар за проєктом архітекторів Аллана Мерріка Джефферса і Річарда Блейкі.

## Історія
Місцем для будівництва було обрано високий скелястий берег річки Північний Саскачеван, котрий був панівним над навколишньою місцевістю й історично значущим. Тут свого часу був Форт Едмонтон (англ. former Fort Edmonton V) — головний пункт торгівлі хутром Компанії Гудзонової затоки, навколо якого розвинулося поселення Едмонтон .
Архітектурного конкурсу на проєктування майбутньої споруди не проводили. Едвард Гопкінс з Калгарі подав перший проєкт для законодавчого органу Альберти в 1906 році. Заснований на планах будівлі Законодавчих зборів Британської Колумбії, він був відхилений, і в 1907 році Аллан Меррік Джефферс замінив Гопкінса на посаді провінційного архітектора. Плани Джефферса також викликали суперечки через їх схожість з будівлями капітоліїв в Міннесоті, Вісконсіні та Род-Айленді.
Слід зазначити, однак, що ротонду і сходи, що ведуть до залу засідань Асамблеї, спроєктував Річард Пейлін Блейкі, також провінційний архітектор, але вже наступник Джефферса.
У 1907 році було закладено фундамент Будівлі законодавчої влади. У листопаді 1911 року робота над основною конструкцією Будівлі Законодавчих зборів була достатньо завершена, щоб засідання можна було проводити в залі Асамблеї. Інші частини будівлі все ще потребували обробки, і протягом весни та літа 1912 року робота тривала із шаленою швидкістю, щоб завершити будівництво до 3 вересня 1912 року, дати, обраної для офіційного відкриття будівлі генерал-губернатором Канади. 3 вересня 1912 року Його Королівська Високість принц Артур, герцог Коннот і Стратерн, генерал-губернатор Канади, офіційно оголосив Будівлю Законодавчих зборів відкритою. До літа 1913 року всі завершальні роботи були зроблені.

## Архітектура (опис будівлі)
Будівля п'ятиповерхова (з підвальним та напівпідвальним/цокольним нижніми поверхами), Т-подібна у плані. Мурована зі сталевим каркасом. Для нижніх поверхів використовували сірий гранодіорит (граніт), видобутий на островах у гирлі затоки Джервіс, Британська Колумбія. Три верхніх поверхи споруджені з граніту з Ванкувера, Британська Колумбія, пісковика з кар'єру Гленбоу, поблизу Кокрана, Альберта, жовтого пісковика Паскапу з інших кар'єрів і незначної кількості пісковика з Огайо та вапняку з Індіани.
Симетричний чоловий фасад звернений на північ. На осі головного фасаду східне та західне крила будівлі з’єднуються довкола ротонди, до якої примикає головний вхід з монументальним портиком.